# Torre de la iglesia de San Miguel Arcángel (Villanueva de Córdoba)

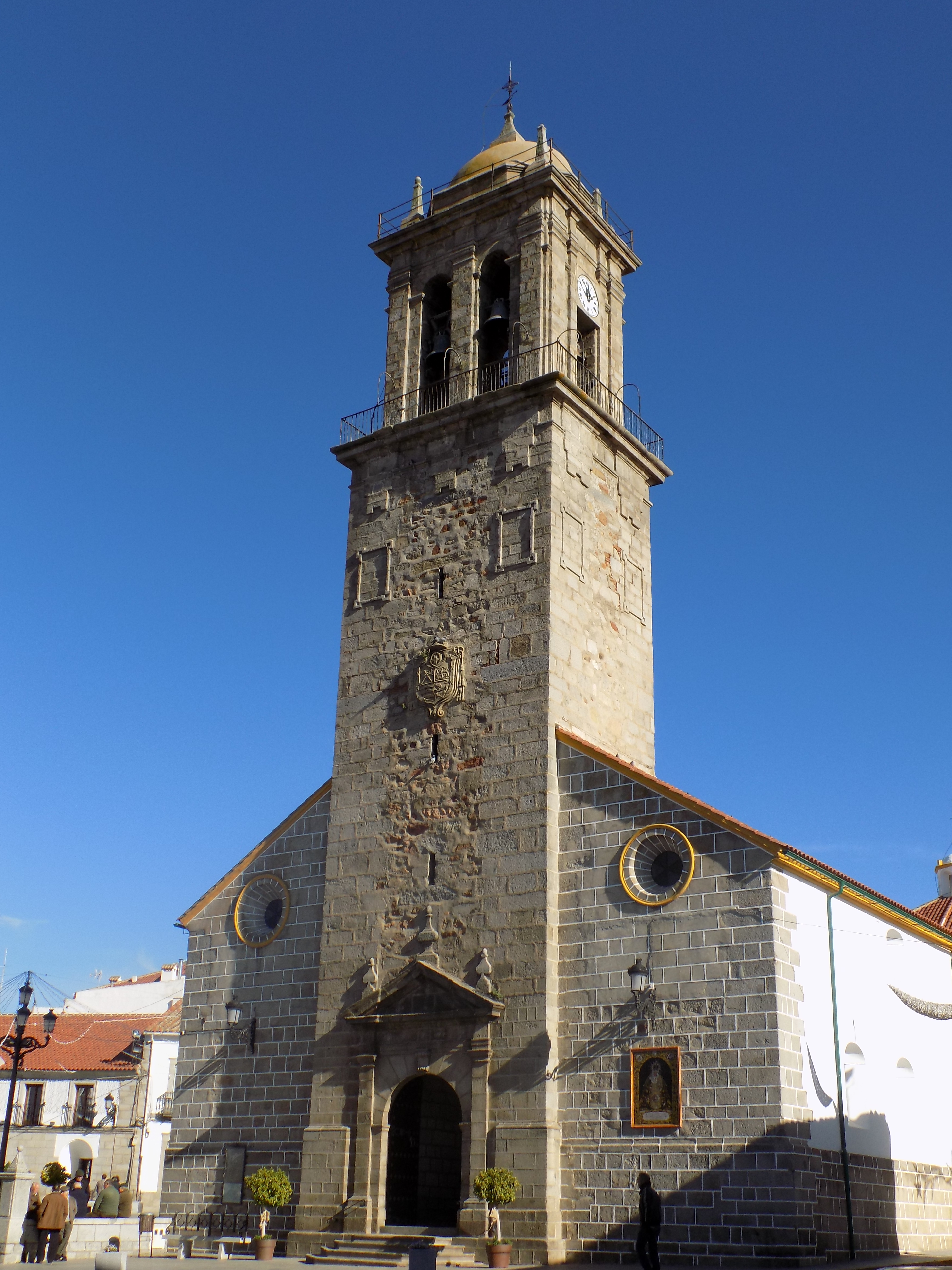
Vista general de la torre.

La torre de la iglesia de San Miguel Arcángel de Villanueva de Córdoba es el monumento más destacado de dicho municipio cordobés, junto con la parroquia a la que sirve de campanario.

## Historia y descripción
El 24 de enero de 1777 se comenzó a construir la torre campanario de la iglesia de San Miguel Arcángel de Villanueva de Córdoba, pero en 1778, por falta de fondos, hubieron de paralizarse las obras. Ese año, el recién nombrado obispo de Córdoba Baltasar Yusta Navarro donó importantes fondos para la terminación de la obra y ordenó que su escudo esculpido en granito fuera colocado en uno de los lados exteriores de la torre. El grueso de la obra se concluyó en 1780, pero no fue rematada hasta 1785, durante el reinado de Carlos III de España.

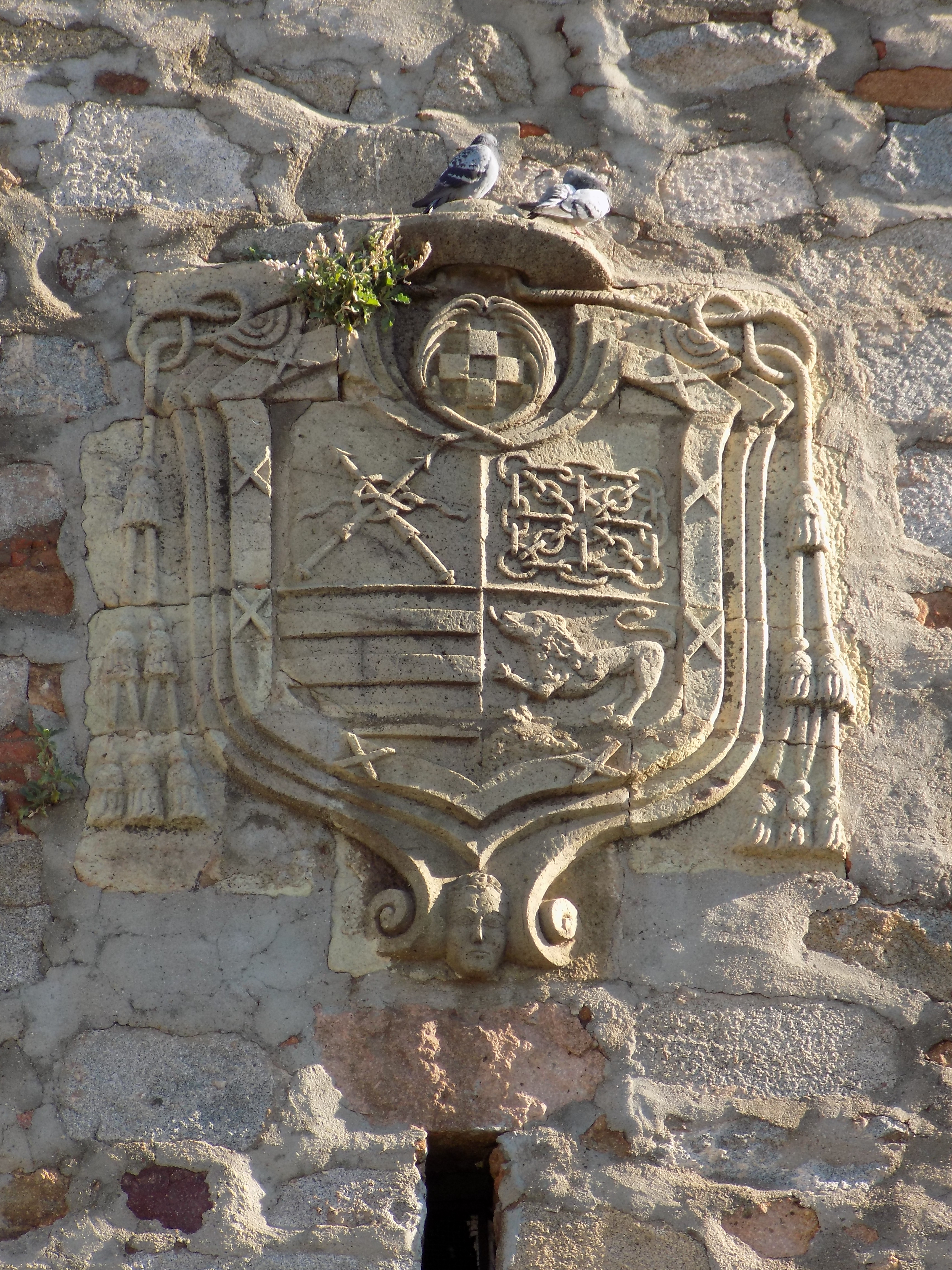
Escudo del obispo Baltasar Yusta Navarro.

Su altura es de aproximadamente 35 metros y su zócalo y esquinas, hasta la cúspide, están construidos a base de cantería de granito, y el resto de ella con piedra común. Para subir a la torre, sale desde la planta alta del fondo de la iglesia, donde se halla el coro, una escalera estrecha de caracol, que tiene los peldaños muy desgastados. En el campanario existió, antes de la guerra civil española, una hermosa campana, que por su sonido melodioso y profunda resonancia era llamada la Golondrina, aunque fue fundida durante la Guerra Civil. 
Hay constancia de que ya en 1778 había un reloj público en el municipio. En 1869 el Ayuntamiento de la localidad, siendo alcalde Juan Antonio Higuera Cantador, adquirió un reloj para ser colocado en la torre junto con una campana para dar los cuartos, cuyo coste no fue abonado hasta tres años después, en 1871. Y en 1897 se reparó la caseta de la maquinaria del reloj y ya en el siglo XX se le dotó de dos esferas.